# Louis-Christophe Zaleski-Zamenhof
 (mai 2021).
Si vous disposez d'ouvrages ou d'articles de référence ou si vous connaissez des sites web de qualité traitant du thème abordé ici, merci de compléter l'article en donnant les références utiles à sa vérifiabilité et en les liant à la section « Notes et références ».
Pour les articles homonymes, voir Zaleski et Zamenhof.
Louis-Christophe Zaleski-Zamenhof, né Ludwik Krzysztof Zamenhof le 23 janvier 1925 à Varsovie en Pologne et mort le 9 octobre 2019 à Antony en France, est un docteur-ingénieur en construction d'ouvrages terrestres et maritimes et un espérantiste polonais naturalisé français. 

## Biographie
Louis-Christophe Zaleski-Zamenhof est le petit-fils de Louis-Lazare Zamenhof, initiateur de la langue espéranto.
Lui et sa mère échappèrent presque par miracle à la déportation dans les lieux de mort nazis. Jeune adolescent enfermé dans le ghetto de Varsovie, il réussit à passer dans la zone polonaise occupée, où il vécut caché sous un faux nom, qu’il a conservé ensuite en mémoire de cette époque. Son père Adam Zamenhof (1888-1940) a été tué par les nazis dans une exécution de masse de l'intelligentsia polonaise à Palmiry en 1940. Ses deux tantes sont mortes dans le camp d’extermination de Treblinka. Louis-Christophe Zaleski-Zamenhof vit en France de 1960 à sa mort. Sa profession l’a amené à participer à des constructions innovantes dans le monde entier. En France, il a travaillé entre autres à l’élaboration de la croix de Lorraine du mémorial Charles-de-Gaulle à Colombey les Deux Églises.

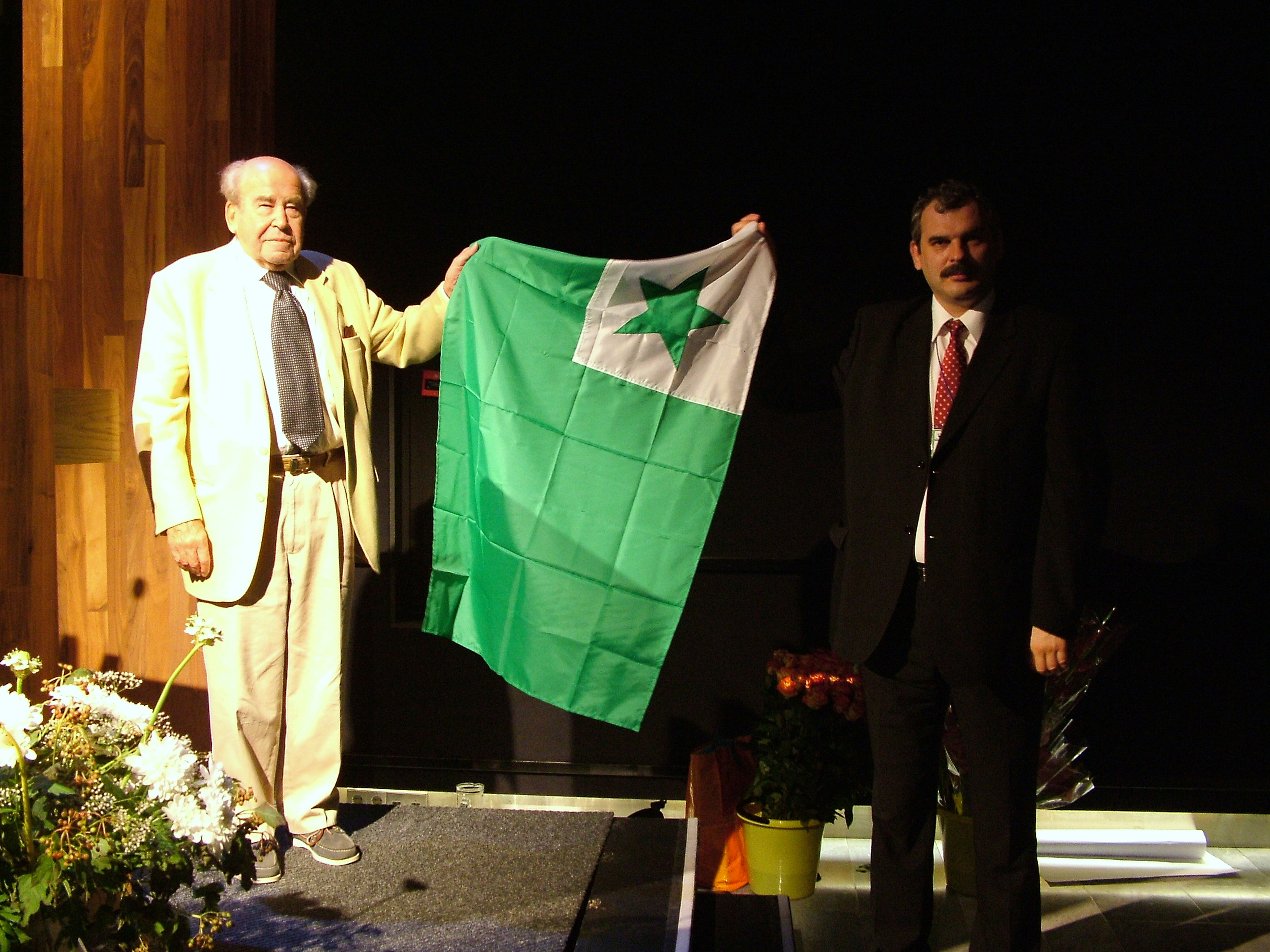
Louis-Christophe Zaleski-Zamenhof et le maire suppléant de Białystok lors du Congrès mondial de l'espéranto de 2008.

Dans un livre-interview de Roman Dobrzyński rédigé en polonais (Ulica Zamenhofa, 2003) puis en espéranto (La Zamenhof-Strato; 1re édition en 2003 - 2e édition en 2005), il livre différents épisodes de sa vie depuis son enfance, comme petit-fils de Louis-Lazare Zamenhof, les années terribles de la guerre de 1939 à 1945, ses études en Pologne, jusqu’à ses années professionnelles. Présent parfois dans les manifestations espérantistes, il n’y exerce aucun rôle particulier, suivant la ligne de son grand-père qui avait abandonné tous droits sur la langue qu’il avait créée. Ce livre-interview a été traduit en de nombreuses langues : lituanien (Zamenhofo gatvé, 2004), tchèque (Zamenhofova ulice), japonais (Zamenhof doori, 2005), portugais (A Rua Zamenhof, 2006), slovaque (Zamenhofova ulica, 2006), français (La Rue Zamenhof, 2008), italien (Via Zamenhof creatore dell’esperanto, 2009), coréen (Zamenhof geori, 2009), allemand (Die Zamenhofstraße, 2012).